# Fournoulès
Fournoulès is een plaats en voormalige gemeente in het Franse departement Cantal in de regio Auvergne-Rhône-Alpes en telt 64 inwoners (2009). Deze plaats maakt deel uit van het arrondissement Aurillac.

## Geschiedenis
Op 1 januari 2016 fuseerde Fournoulès met de gemeente Saint-Constant tot de huidige gemeente Saint-Constant-Fournoulès.

## Geografie
De oppervlakte van Fournoulès bedraagt 7,0 km², de bevolkingsdichtheid is dus 9,1 inwoners per km².
De onderstaande kaart toont de ligging van Fournoulès met de belangrijkste infrastructuur en aangrenzende gemeenten.

## Demografie
Onderstaande figuur toont het verloop van het inwonertal.
Vanwege een beveiligingsprobleem met de MediaWiki Graph-software is het momenteel niet mogelijk deze grafiek weer te geven. Zodra de software is bijgewerkt zal de grafiek vanzelf weer zichtbaar worden.